# Biškupec Zelinski
Biškupec Zelinski är en ort i Kroatien.   Den ligger i länet Zagrebs län, i den nordöstra delen av landet, 26 km nordost om huvudstaden Zagreb. Biškupec Zelinski ligger 212 meter över havet och antalet invånare är 969.
Terrängen runt Biškupec Zelinski är platt åt sydost, men åt nordväst är den kuperad. Runt Biškupec Zelinski är det ganska tätbefolkat, med 90 invånare per kvadratkilometer. Närmaste större samhälle är Sesvete, 17,5 km sydväst om Biškupec Zelinski. I omgivningarna runt Biškupec Zelinski växer i huvudsak lövfällande lövskog.